# Eocallionymus
Eocallionymus is een monotypisch geslacht van straalvinnige vissen uit de familie van pitvissen (Callionymidae).

## Soort
- Eocallionymus papilio (Günther, 1864)